# جائزة ألمانيا الكبرى للدراجات النارية 2000
جائزة ألمانيا الكبرى للدراجات النارية 2000 هو سباق دراجات نارية أقيم بتاريخ 23 يوليو 2000. كان الجولة العاشرة من أصل 16 في سباق الجائزة الكبرى للدراجات النارية موسم 2000. فاز البرازيلي أليكس باروس بفئة 500 سي سي بينما جاء الإيطالي فالنتينو روسي في المركز الثاني وحصل على المركز الثالث الأمريكي كيني روبرتس جونيور.

## وصلات خارجية
- الموقع الرسمي